# Mel (メディア)
Melは、株式会社VAZが運営する若年層女子向け美容分散型メディア。YouTubeチャンネル「MelTV」を筆頭に、様々なプラットフォームが展開されていたが、オウンドメディアであったキュレーションサイトの閉鎖によって、現在はYouTube番組のみ運営されている状態である。

## MelTV
MelTVは、10代に知名度のある人気インフルエンサーによって創られる若年層女子向けのバラエティ型美容系YouTubeチャンネル。
元取締役の渡邉広輝がプロデューサーを務め、毎月約1500万回の再生回数を獲得、リリース約半年で国内1位の美容系YouTubeチャンネルとなった。
若年層に人気のメイク、コスメ、ファッション、ヘアアレンジなどが主な配信内容になっており、既存の美容系YouTubeチャンネルとは違い、コスメの紹介やメイク方法だけではなく、YouTuberならではのエンタメ性を取り入れた美容・エンタメのチャンネルになっている。また、有名読モなどマスメディアの間で有名な芸能人もゲストとして登場する。
コンセプトは、「カワイイをアップデートしよう！」。イメージカラーは、ピンク。またファンネームは、める隊。
2017年に新設されたYouTubeチャンネルの中で最もチャンネル登録者を獲得した新人YouTuberランキングTOP10において、9位（260,389（人））を獲得した。

### 略歴
- 2017年3月15日、設立[1]、YouTubeチャンネル「MelTV」を開設[1]。
- 2017年4月15日、LINE LIVE番組「Mel LIVE」がライブ配信アプリ「LINE LIVE」にて配信[11]、第1回放送には特別ゲストとして越智ゆらのが出演した[11][12]。
- 2017年4月28日、Melの公式サイト「Mel.tokyo」の公開及びウェブマガジン「Mel Magazine」創設記念号が発行された[13][14]。
- 2017年7月29日、「Mel LIVE」がレギュラー配信を開始[15]。
- 2017年10月31日、キュレーションサイトとしての「Mel」が提供開始[16]。
- 2017年12月24日、「Mel LIVE」がレギュラー配信を終了[要出典]。
- 2018年3月15日、キュレーションアプリ「Mel」をリリース[2]、リリース後4日間で約5.3万ダウンロードを突破し、Apple Storeの無料アプリランキングで2位を獲得した[17]。
- 2018年3月25日、サブチャンネル「MelTVの放課後」を開設[18]。
- 2018年4月3日、Mel1周年記念イベント『Mel 1st Party』（YouTube Space Tokyo）を開催[8]。
- 2018年6月11日 - 8月5日、株式会社ULTRA DIRECT、Stars株式会社がプロデュースした「TOKYO ICECREAM LAND」、株式会社favyが運営する「coisof」がタイアップし、『TOKYO ICECREAM CAFE×Mel CAFE』を期間限定でオープン[19]。
- 2018年8月6日、キュレーションアプリ「Mel」およびキュレーションサイトとしての「Mel」がサービス終了[20]。
- 2019年1月1日、小中学生ユニット「メルプチ」を結成[21][注 2]。
- 2020年7月3日、リニューアルの為、チャンネルの運営を休止することを発表[22]。
- 2021年6月11日、活動を再開[23][24][注 3]。
- 2021年8月6日 - 8月21日、活動を再開してから初の夏休み16日間連続投稿を実施[25]。
- 2024年3月22日、横田未来が卒業することを発表[26]。
- 2024年3月30日、横田未来が卒業[27]。

### メンバー
| 名前     | よみ          | 生年月日               | 出身地 | メンバーカラー | 備考         |
| -------- | ------------- | ---------------------- | ------ | -------------- | ------------ |
| さくら   | さくら        | 2005年8月8日（20歳）   | 宮崎県 | ピンク         | ファンマ🌸   |
| もか     | もか          | 2004年5月12日（21歳）  | 東京都 | 紫色           | ファンマ☁🍈  |
| 高梨優佳 | たかなし ゆか | 2001年7月21日（24歳）  | 福岡県 | 水色           | ファンマ🍐🤍 |
| Kirari   | きらり        | 1999年10月16日（25歳） | 愛知県 | オレンジ       |              |

### 元メンバー
| 名前     | よみ          | 生年月日             | 出身地 | メンバーカラー | 備考              |
| -------- | ------------- | -------------------- | ------ | -------------- | ----------------- |
| 横田未来 | よこだ みらい | 2002年9月8日（22歳） | 沖縄県 | 黄色           | 2024年3月30日卒業 |

過去の出演者
- ねお[1][15]
- ゆな[1]
- きりたんぽ[1][15]
- 歩乃華[1][15]
- ただのよしの[15]
- りかりこ[31]
- 楠ろあ[15]
- ゆん[32][31]
- わかにゃん[33]
- きぬ[31]
- sara[32]
- ゆきだるま[33]
- momohaha[33]
- 久間田琳加[31]
- 轟ちゃん[34]
- 青島妃菜[34]
- NENE[34]

### 出演した有名人
- 田尻あやめ
- 黒坂莉那
- 千葉泉恋
- 板野友美
- ゆうこす
- 佐藤ノア
- 古川優香
- 吉田朱里
- mimmam
- 徳本夏恵（なちょす）
- 中野恵那（ちゃんえな）
- シイナナルミ
- 奥田こころ
- 鎌田彩樺
- 前田希美
- かす
- 土屋怜菜（れいぽよ）
- 馬場海河（ばんばん）
- せりしゅん
- いけつば
- 夢咲ももな
- 小林希大
- おさき
- 水野舞菜
- けいえる
- 本望あやか
- みとゆな
- ちせ
- ぷろたん
- 実熊瑠琉
- 栞麗
- 内山優花
- 金子みゆ

## めるぷち
めるぷちとは、女子小中高生のメンバーが出演するバラエティ型YouTubeチャンネル。「MelTV」の妹チャンネルとして2019年4月にスタート。
「カワイイをスタートしよう！」をコンセプトに女子小中高生が気になることや、最新のトレンドを紹介している。

### 概要
- ファンネームはぷちっ子[38]、ファンクラブ名はめるぷち部[39]。
- グループカラーは■ピンクと■水色[40]、または青[41]。
- グループの最高学年は高校3年生である[注 4][42]、高校3年生を迎えるまでに自分の意思でめるぷちを卒業するか決めることができる[42]。
- 正規メンバー（選抜生・レギュラー生）と正規メンバーではない「研究生」と呼ばれるメンバーがいる[42][43]。
- 新メンバーは研究生として加入し[43]、研究生だけで動画撮影を行う「めるぷち道場[注 5]」での活動を経て正規メンバーに昇格する[注 6]。また、正規メンバーに昇格したあかつきには自分の挨拶とメンバーカラーを持つことができる[43]。
- 「めるぷち選抜決定戦」で上位を獲得した4名を選抜生、レギュラー昇格試験を合格したメンバーをレギュラー生としている[42][46]。
- 正規メンバーはめぷチーム、るちチームの2チームに分かれて活動する[47][48][注 7]。なお、チームカラーは、めぷチームは■ピンク、るちチームは■水色になっている[49]。
- また、制服のリボン及びテロップカラー（ふち）が区別されており、選抜生は■ピンク、レギュラー生は■水色、研究生は■黄色になっている[50]。
- 2024年1月15日、1代目選抜生が歌唱する「かわいいをスタート」を音楽配信限定でリリースし[51]、同年2月1日にはファンクラブ「めるぷち部」を開設した[39]。
- 2024年5月4日、めぷチーム、るちチームのメンバーを再編[52]。
- 2024年11月23日、みなつ（久保田海羽）/まほこ（瀬乃真帆子）による『みなまほ1st写真集「紡」』の全国販売を開始[53]。それにあたり、同年11月2日20時より先行してリルプラオフィシャルストアでの限定特典付き予約販売を開始した[53]。
- 2025年7月21日、めぷチーム、るちチームの解散を発表[54]。

### メンバー
公式サイトのプロフィールを元に参照
| 名前       | クラス       | 学年    | 生年月日               | 出身地   | 血液型 | 身長   | 加入期          | メンバーカラー | 備考                                    |
| ---------- | ------------ | ------- | ---------------------- | -------- | ------ | ------ | --------------- | -------------- | --------------------------------------- |
| りりか     | 選抜生       | 高校3年 | 2007年7月27日（18歳）  | 東京都   | AB型   | 150 cm | 4期生           | 紫色           |                                         |
| ひなた     | 選抜生       | 高校2年 | 2008年5月25日（17歳）  | 静岡県   | B型    | 152 cm | シスターズ2期生 | 黄色           | [ 61 ] [ 注 10 ]                        |
| ここみん   | 選抜生       | 高校1年 | 2009年10月11日（15歳） | 神奈川県 | O型    | 163 cm | シスターズ1期生 | 深緑           | [ 66 ] [ 注 11 ]                        |
| ひより     | 選抜生       | 中学3年 | 2010年11月19日（14歳） | 静岡県   | A型    | 144 cm | シスターズ2期生 | アプリコット   | [ 69 ] [ 注 13 ]                        |
| りのん     | レギュラー生 | 高校2年 | 2008年11月26日（16歳） | 群馬県   | A型    | 162 cm | シスターズ2期生 | 薄紫           | [ 71 ] [ 注 15 ]                        |
| ひなの     | レギュラー生 | 高校2年 | 2008年6月23日（17歳）  | 大阪府   | 不明   | 154 cm | シスターズ2期生 | 赤色           | [ 75 ] [ 注 16 ]                        |
| なな       | レギュラー生 | 中学2年 | 2011年8月19日（13歳）  | 神奈川県 | O型    | 145 cm | シスターズ2期生 | ピンク         | [ 78 ] [ 注 17 ]                        |
| せいら     | レギュラー生 | 高校1年 | 2009年4月23日（16歳）  | 東京都   | A型    | 150 cm | シスターズ1期生 | オレンジ       | [ 80 ] [ 注 18 ]                        |
| うな       | レギュラー生 | 高校3年 | 2008年2月15日（17歳）  | 愛知県   | O型    | 150 cm | 5期生           | マゼンタ       | [ 81 ] [ 注 19 ]                        |
| まな       | 研究生       | 高校2年 | 2008年8月19日（16歳）  | 東京都   | 不明   | 160 cm | シスターズ1期生 | [ 注 20 ]      | [ 83 ] [ 注 21 ]                        |
| れいな     | 研究生       | 高校1年 | 2009年6月30日（16歳）  | 東京都   | B型    | 160 cm | シスターズ1期生 | [ 注 22 ]      | [ 84 ] [ 注 23 ]                        |
| ありす     | 研究生       | 高校2年 | 2008年4月27日（17歳）  | 愛知県   | A型    | 155 cm | シスターズ2期生 | [ 注 24 ]      | [ 87 ] [ 注 25 ]                        |
| るか       | 研究生       | 高校2年 | 2008年8月8日（17歳）   | 鹿児島県 | B型    | 160 cm | シスターズ2期生 | [ 注 26 ]      | [ 91 ] [ 注 27 ]                        |
| こっちゃん | 研究生       | 高校1年 | 2009年10月3日（15歳）  | 大阪府   | A型    | 161 cm | シスターズ2期生 | [ 注 28 ]      | [ 92 ] [ 注 29 ]                        |
| ゆうり     | 研究生       | 中学3年 | 2010年4月14日（15歳）  | 千葉県   | AB型   | 158 cm | 6期生           | [ 注 30 ]      | [ 97 ] [ 注 31 ]                        |
| ゆきな     | 研究生       | 高校2年 | 2008年12月5日（16歳）  | 大阪府   | B型    | 154 cm | 6期生           | [ 注 32 ]      | [ 100 ] [ 注 33 ]                       |
| りの       | 研究生       | 中学2年 | 2011年11月12日（13歳） | 愛知県   | A型    | 151 cm | 6期生           | [ 注 34 ]      | [ 103 ] [ 注 35 ]                       |
| かお       | 研究生       | 高校1年 | 2009年7月15日（16歳）  | 東京都   | A型    | 154 cm | 6期生           | [ 注 36 ]      | [ 104 ]                                 |
| ことこ     | 研究生       | 中学2年 | 2012年1月7日（13歳）   | 長野県   |        | 152 cm | 7期生           |                | [ 105 ] [ 106 ] [ 107 ] [ 108 ]         |
| ゆうな     | 研究生       | 高校2年 | 2008年12月16日（16歳） | 埼玉県   |        | 161 cm | 7期生           |                | [ 105 ] [ 106 ] [ 107 ] [ 109 ]         |
| えみる     | 研究生       | 高校1年 | 2009年6月18日（16歳）  | 千葉県   |        | 158 cm | 7期生           |                | [ 105 ] [ 106 ] [ 107 ] [ 110 ]         |
| ゆず       | 研究生       | 中学2年 | 2011年9月17日（13歳）  | 静岡県   |        | 148 cm | 7期生           |                | [ 105 ] [ 106 ] [ 107 ] [ 111 ]         |
| はるめ     | 研究生       | 中学3年 | 2010年4月17日（15歳）  | 京都府   |        | 158 cm | 7期生           |                | [ 105 ] [ 106 ] [ 107 ] [ 112 ]         |
| みゆう     | 研究生       | 中学2年 | 2012年2月22日（13歳）  | 東京都   |        | 148 cm | 7期生           |                | [ 105 ] [ 106 ] [ 107 ] [ 113 ]         |
| ゆうひ     | 研究生       | 高校1年 | 2010年2月6日（15歳）   | 千葉県   | O型    | 155 cm | 7期生           |                | [ 105 ] [ 106 ] [ 107 ] [ 114 ] [ 115 ] |
| にこ       | 研究生       | 中学3年 | 2010年11月24日（14歳） | 千葉県   |        | 163 cm | 7期生           |                | [ 105 ] [ 106 ] [ 107 ] [ 116 ]         |

### 旧メンバー
| 名前           | 生年月日               | 出身地        | 血液型        | 身長          | 加入期          | メンバーカラー | 在籍期間      | 現在の所属事務所           | 備考                                |
| 2019年3月卒業  | 2019年3月卒業          | 2019年3月卒業 | 2019年3月卒業 | 2019年3月卒業 | 2019年3月卒業   | 2019年3月卒業  | 2019年3月卒業 | 2019年3月卒業              | 2019年3月卒業                       |
| -------------- | ---------------------- | ------------- | ------------- | ------------- | --------------- | -------------- | ------------- | -------------------------- | ----------------------------------- |
| NENE           | 2003年10月2日（21歳）  | 鹿児島県      | A型           | 165 cm        | 1期生           | n/a            | 2ヶ月21日     | VAZ                        | [ 118 ]                             |
| 2020年3月卒業  |                        |               |               |               |                 |                |               |                            |                                     |
| ゆな           | 2004年11月7日（20歳）  | 北海道        | B型           | 155 cm        | 1期生           | n/a            | 1年2ヶ月      | スターダストプロモーション |                                     |
| 2021年3月卒業  |                        |               |               |               |                 |                |               |                            |                                     |
| さくら         | 2005年8月8日（20歳）   | 宮崎県        | O型           | 155 cm        | 1期生           | 紫色           | 2年2ヶ月      | VAZ                        |                                     |
| 2021年5月引退  |                        |               |               |               |                 |                |               |                            |                                     |
| みなみ         | 2006年8月19日（18歳）  | 山梨県        | AB型          | 154 cm        | 1期生           | 青色           | 2年4ヶ月      | -                          | [ 注 37 ]                           |
| 2022年3月卒業  |                        |               |               |               |                 |                |               |                            |                                     |
| おさき         | 2006年10月31日（18歳） | 東京都        | O型           | 161 cm        | 2期生           | オレンジ       | 2年10ヶ月     | VAZ                        |                                     |
| こころ         | 2006年10月5日（18歳）  | 愛知県        | B型           | 155 cm        | 3期生           | 黄色           | 1年8ヶ月      | VAZ                        | [ 130 ] [ 注 38 ]                   |
| ありさ         | 2006年5月28日（19歳）  | 神奈川県      | A型           | 154 cm        | 3期生           | ピンク         | 1年8ヶ月      | VAZ                        | [ 134 ] [ 注 39 ]                   |
| ほのか         | 2006年7月14日（19歳）  | 大阪府        | 不明          | 161 cm        | 3期生           | 赤色           | 1年8ヶ月      | VAZ                        | [ 138 ] [ 注 40 ]                   |
| 2023年4月脱退  |                        |               |               |               |                 |                |               |                            |                                     |
| このは         | 2009年8月8日（16歳）   | 愛知県        | A型           | 157 cm        | 3期生           | 水色           | 2年9ヶ月      | Uniiique                   | [ 146 ] [ 147 ] [ 注 41 ] [ 注 42 ] |
| 2024年3月卒業  |                        |               |               |               |                 |                |               |                            |                                     |
| ジェニ         | 2007年11月20日（17歳） | 山梨県        | B型           | 160 cm        | シスターズ1期生 | ピンク         | 1年11ヶ月     | -                          | [ 154 ] [ 注 43 ]                   |
| ゆり           | 2008年10月28日（16歳） | 東京都        | 不明          | 157 cm        | シスターズ1期生 | [ 注 44 ]      | 1年11ヶ月     | VAZ                        | [ 158 ] [ 注 45 ]                   |
| つぐみ         | 2006年1月4日（19歳）   | 神奈川県      | O型           | 160 cm        | 5期生           | ネイビー       | 11ヶ月30日    | -                          | [ 159 ] [ 注 46 ]                   |
| 2024年11月卒業 |                        |               |               |               |                 |                |               |                            |                                     |
| みなつ         | 2007年9月29日（17歳）  | 埼玉県        | A型           | 166 cm        | 4期生           | 茶色           | 3年7ヶ月      | VAZ                        | [ 164 ] [ 注 47 ]                   |
| まほこ         | 2007年9月18日（17歳）  | 静岡県        | B型           | 154 cm        | 4期生           | 黄緑           | 3年4ヶ月      | VAZ                        |                                     |
| 2025年3月卒業  |                        |               |               |               |                 |                |               |                            |                                     |
| みりあ         | 2012年7月7日（13歳）   | 福岡県        | B型           | 142 cm        | 6期生           | [ 注 48 ]      | 1年           | -                          | [ 168 ] [ 注 49 ]                   |

### メンバー変遷
| 年月日   | 出来事                                                   | 増減 | 人数 | 人数 | 人数 | 人数       | 期別 | 期別 | 期別 | 期別 | 期別 | 期別 | 期別 |  |
| 年月日   | 出来事                                                   | 増減 | 全   | 正   | 研   | シスターズ | 1期  | 2期  | 3期  | 4期  | 5期  | 6期  | 7期  |  |
| 2019年   | 出来事                                                   | 増減 | 全   | 正   | 研   | シスターズ | 1期  | 2期  | 3期  | 4期  | 5期  | 6期  | 7期  |  |
| -------- | -------------------------------------------------------- | ---- | ---- | ---- | ---- | ---------- | ---- | ---- | ---- | ---- | ---- | ---- | ---- |  |
| 1月1日   | メルプチ 結成                                            | +4   | 4    | 4    |      |            | 4    |      |      |      |      |      |      |  |
| 3月22日  | NENE 卒業                                                | -1   | 3    | 3    |      |            | 3    |      |      |      |      |      |      |  |
| 4月19日  | めるぷちに改名                                           |      | 3    | 3    |      |            | 3    |      |      |      |      |      |      |  |
| 5月17日  | おさき 加入                                              | +1   | 4    | 4    |      |            | 4    |      |      |      |      |      |      |  |
| 2020年   | 出来事                                                   | 増減 | 全   | 正   | 研   | シスターズ | 1期  | 2期  | 3期  | 4期  | 5期  | 6期  | 7期  |  |
| 3月31日  | ゆな 卒業                                                | -1   | 3    | 3    |      |            | 3    |      |      |      |      |      |      |  |
| 7月21日  | 2期生4名 お披露目                                        | +4   | 7    | 3    | 4    |            | 3    | 4    |      |      |      |      |      |  |
| 2021年   | 出来事                                                   | 増減 | 全   | 正   | 研   | シスターズ | 1期  | 2期  | 3期  | 4期  | 5期  | 6期  | 7期  |  |
| 3月16日  | こころ・ありさ・ほのか・このは レギュラー昇格            |      | 7    | 7    | -    |            | 3    | 4    |      |      |      |      |      |  |
| 3月31日  | さくら 卒業                                              | -1   | 6    | 6    | -    |            | 2    | 4    |      |      |      |      |      |  |
| 4月9日   | 3期生2名 お披露目                                        | +2   | 8    | 6    | 2    |            | 2    | 4    | 2    |      |      |      |      |  |
| 5月8日   | みなみ レギュラー引退                                    | -1   | 7    | 5    | 2    |            | 1    | 4    | 2    |      |      |      |      |  |
| 7月23日  | 3期生1名 お披露目                                        | +1   | 8    | 5    | 3    |            | 1    | 4    | 3    |      |      |      |      |  |
| 2022年   | 出来事                                                   | 増減 | 全   | 正   | 研   | シスターズ | 1期  | 2期  | 3期  | 4期  | 5期  | 6期  | 7期  |  |
| 3月24日  | みなつ・りりか・まほこ レギュラー昇格                    |      | 8    | 8    | -    |            | 1    | 4    | 3    |      |      |      |      |  |
| 3月31日  | おさき・こころ・ありさ・ほのか 卒業                      | -4   | 4    | 4    | -    |            | -    | 1    | 3    |      |      |      |      |  |
| 4月2日   | 4期生6名 お披露目                                        | +6   | 10   | 4    | -    | 6          | -    | 1    | 3    | 6    |      |      |      |  |
| 4月29日  | ジェニ・ここみ cocomi 研究生昇格                         |      | 10   | 4    | 2    | 4          | -    | 1    | 3    | 6    |      |      |      |  |
| 9月2日   | せいら 研究生昇格                                        |      | 10   | 4    | 3    | 3          | -    | 1    | 3    | 6    |      |      |      |  |
| 12月28日 | ジェニ レギュラー昇格                                    |      | 10   | 5    | 2    | 3          | -    | 1    | 3    | 6    |      |      |      |  |
| 2023年   | 出来事                                                   | 増減 | 全   | 正   | 研   | シスターズ | 1期  | 2期  | 3期  | 4期  | 5期  | 6期  | 7期  |  |
| 3月11日  | 5期生8名 合格                                            | +8   | 18   | 5    | 2    | 11         | -    | 1    | 3    | 6    | 8    |      |      |  |
| 3月13日  | めるぷちシスターズ廃止に伴いシスターズ全員が研究生に昇格 |      | 18   | 5    | 13   | -          | -    | 1    | 3    | 6    | 8    |      |      |  |
| 4月1日   | 5期生2名 お披露目                                        | +2   | 20   | 7    | 13   | -          | -    | 1    | 3    | 6    | 10   |      |      |  |
| 4月24日  | このは 脱退                                              | -1   | 19   | 6    | 13   | -          | -    | -    | 3    | 6    | 10   |      |      |  |
| 6月14日  | ここみ cocomi レギュラー昇格                             |      | 19   | 7    | 12   | -          | -    | -    | 3    | 6    | 10   |      |      |  |
| 8月28日  | ひなた・ひなの 選抜生によりレギュラー昇格                |      | 19   | 9    | 10   | -          | -    | -    | 3    | 6    | 10   |      |      |  |
| 2024年   | 出来事                                                   | 増減 | 全   | 正   | 研   | シスターズ | 1期  | 2期  | 3期  | 4期  | 5期  | 6期  | 7期  |  |
| 3月31日  | ジェニ・ゆり・つぐみ 卒業                                | -3   | 16   | 7    | 9    | -          | -    | -    | 3    | 4    | 9    |      |      |  |
| 4月1日   | 6期生5名 お披露目                                        | +5   | 21   | 7    | 14   | -          | -    | -    | 3    | 4    | 9    | 5    |      |  |
| 4月5日   | りのん レギュラー昇格                                    |      | 21   | 8    | 13   | -          | -    | -    | 3    | 4    | 9    | 5    |      |  |
| 9月16日  | ひより 選抜生によりレギュラー昇格                        |      | 21   | 9    | 12   | -          | -    | -    | 3    | 4    | 9    | 5    |      |  |
| 11月23日 | みなつ・まほこ 卒業                                      | -2   | 19   | 7    | 12   | -          | -    | -    | 1    | 4    | 9    | 5    |      |  |
| 12月22日 | せいら・なな レギュラー昇格                              |      | 19   | 9    | 10   | -          | -    | -    | 1    | 4    | 9    | 5    |      |  |
| 2025年   | 出来事                                                   | 増減 | 全   | 正   | 研   | シスターズ | 1期  | 2期  | 3期  | 4期  | 5期  | 6期  | 7期  |  |
| 3月31日  | みりあ 卒業                                              | -1   | 18   | 9    | 9    | -          | -    | -    | 1    | 4    | 9    | 4    |      |  |
| 5月3日   | 7期生8名 お披露目                                        | +8   | 26   | 9    | 17   | -          | -    | -    | 1    | 4    | 9    | 4    | 8    |  |

### 研究生から正規メンバーへの昇格者
| 昇格年月日 | 名前          | 加入期          | 備考            |
| 2021年     | 名前          | 加入期          | 備考            |
| ---------- | ------------- | --------------- | --------------- |
| 3月16日    | こころ        | 3期生           | [ 171 ] [ 172 ] |
| 3月16日    | ありさ        | 3期生           | [ 171 ] [ 172 ] |
| 3月16日    | ほのか        | 3期生           | [ 171 ] [ 172 ] |
| 3月16日    | このは        | 3期生           | [ 171 ] [ 172 ] |
| 2022年     | 名前          | 加入期          | 備考            |
| 3月24日    | みなつ        | 4期生           | [ 177 ]         |
| 3月24日    | りりか        | 4期生           | [ 177 ]         |
| 3月24日    | まほこ        | 4期生           | [ 177 ]         |
| 12月28日   | ジェニ        | シスターズ1期生 | [ 182 ]         |
| 2023年     | 名前          | 加入期          | 備考            |
| 6月14日    | ここみ cocomi | シスターズ1期生 | [ 186 ]         |
| 8月28日    | ひなた        | シスターズ2期生 | [ 187 ] [ 64 ]  |
| 8月28日    | ひなの        | シスターズ2期生 | [ 187 ] [ 64 ]  |
| 2024年     | 名前          | 加入期          | 備考            |
| 4月5日     | りのん        | シスターズ2期生 | [ 189 ]         |
| 9月16日    | ひより        | シスターズ2期生 | [ 190 ]         |
| 12月22日   | せいら        | シスターズ1期生 | [ 192 ]         |
| 12月22日   | なな          | シスターズ2期生 | [ 192 ]         |

### ディスコグラフィ
シングル
1. かわいいをスタート（2024年1月15日）[51]

### めるぷち選抜決定戦
- めるぷち選抜決定戦とは、各学期ごとに開催される今後めるぷちの代表として活動する選抜生を選ぶための総選挙である。選抜生に選ばれるのは2023､2024年度は4人､2025年度は6人。ファイナルラウンドまで勝ち抜いたメンバーの中から選ばれる。

#### 2023年度（第1回）
第1回･･･参加者16名　辞退者3名
- 審査内容
- 第1ラウンド:自己アピール・YouTuber力審査・モデル審査
- 第2ラウンド(合宿):ダンス審査・個人面談
- 最終ラウンド:ひなた まほこ ひより ひなの みなつ ここみん
- 選抜生:みなつ まほこ ひなた ひなの

#### 2024年度（第2回）
参加者
18名
りりか  ここみん ひなた ひなの りのん せいら れいな  ありす るか こっちゃん ひより なな ゆうり ゆきな りの みりあ かお
辞退者
4名
みなつ・まほこ・うな・まな
みなつ、まほこは10月に卒業するため、活動が中途半端になってしまうから。
うなは、学業との両立が難しいため。
まな は第2ラウンドまで参加
選抜生
1位 ひなた 2位 ここみん (生徒会長) 3位 ひより 4位 りりか

##### 第1ラウンド
①TikTok審査
- 1.ここみん　2.りりか　3.かお　4.ゆきな
- 5.ゆうり　6.りの　7.ひより　8.りのん
- 9.ひなた　10.まな　11.みりあ　12.るか
- 13.ひなの　14.ありす　15.なな　16.せいら
- 17.れいな　18.こっちゃん

②自己アピール審査（メンバー間投票も含む）
- 1.りりか　2.ここみん　3.かお　4.ゆうり
- 5.ひなた　6.ひなの　7.りのん　8.ひより
- 9.ゆきな　10.まな　11.せいら　12.なな
- 13.みりあ　14.りの　15.るか　16.ありす
- 17.こっちゃん　18.れいな

③ファッション審査
- 1.りの　2.りのん　3.ひなた　4.せいら
- 5.ひなの　6.こっちゃん　7.りりか　8.かお
- 9.みりあ　10.ゆきな　11.ゆうり　12.れいな
- 13.なな　14.ありす　15.まな　16.るか
- 17.ひより　18.ここみん

〈総合順位〉
第2ラウンド進出
- 1.りりか　2.かお　3.ひなた　4.りのん
- 5.ゆうり　6.りの　7.ひなの　8.ここみん
- 9.ゆきな　10.せいら　11.みりあ　12.ひより
- 13.まな　14.なな　15.こっちゃん

脱落
16.るか　17.れいな　18.ありす

##### 第2ラウンド
①YouTuber力審査
勝利チーム
- ハグクサンチームせいら，かお，ゆきな
- ヲレらの伝説物語チームひなた，ここみん，りの，みりあ

脱落チーム
- チーム3姉妹りのん，ひより，なな
- ☆情熱STAR☆チームりりか，ひなの，こっちゃん，ゆうり

個人順位
- 1.ひなた　2.ここみん　3.りりか　4.ゆうり
- 5.ひなの　6.こっちゃん　7.ゆきな　8.せいら
- 9.みりあ　10.りの　11.ひより　12.かお
- 13.りのん　14.なな

ミクチャラウンド
ミクチャ順位
- 1.ひなた　2.ひより　3.かお　4.りりか
- 5.ゆきな　6.ここみん　7.ひなの　8.ゆうり
- 9.りの　10.りのん　11.せいら　12.なな
- 13.みりあ　14.るか　15.こっちゃん　16.れいな
- 17.ありす

総合順位
- 1.ひなた　2.りりか　3.かお　4.ここみん
- 5.ひより　6.ゆきな　7.ゆうり　8.ひなの
- 9.りのん　10.りの　11.せいら　12.みりあ
- 13.なな　14.こっちゃん　15.るか　16.れいな
- 17.ありす

敗者復活
りりか・ひより・ゆうり・ひなの・りのん

##### 第3ラウンド
スキル審査
ダンス審査
1.ひより　2.せいら　3.みりあ
歌唱審査
1.ここみん　2.かお　3.りりか
モデル審査
1.ゆきな　2.りのん　3.りの
演技審査
1.ゆうり　2.ひなた　3.ひなの
〈総合順位〉
ファイナルラウンド進出
1.ひなた　2.ここみん　3.ひより　4.ゆきな 5.ゆうり　6.かお　7.りりか　8.りのん
脱落
9.ひなの　10.せいら　11.りの　12.みりあ

##### ファイナルラウンド
9月16日17:00からYouTubeでプレミア配信
チーム
①ひなた・ここみん・ひより
②りりか・りのん
③ゆきな・ゆうり・かお
優勝　
①ひなた・ここみん・ひより
選抜生  ひなた・ここみん(生徒会長)・ひより・りりか
脱落　  りのん・ゆきな・ゆうり・かお

#### 2025年度（第3回）
- 参加者：24名[注 59][注 60]
  - 正規メンバー：7名、研究生：17名[195]。
- 概要
  - 前回と同様、5つのラウンドで審査[195]。
  - 新ラウンドとして、研究生を対象とした『予選ラウンド』を開催[195]。尚、研究生17名の内、4名は、このラウンドで脱落する[195]。
    - 開催期間：5月30日夜9時 - 6月11日夜11時59分[195][注 61]。
    - バトル項目：視聴者投票、TikTokフォロワー増加数、YouTubeショート動画再生数[195]。

　第1ラウンド進出　
- 1.こっちゃん　2.りの　3.ゆきな　4.ゆうり
- 5.かお　6.はるめ　7.ゆうな　8.ゆうひ
- 9.るか　10.えみる　11.にこ　12.ゆず
- 13.ことこ

脱落
- 14.ありす　15.まな　16.みゆう　17.れいな[196]。[注 62]

##### 第1ラウンド
①自己アピール審査
- 1.ひなた　2.ここみん　3.ひなの　4.ゆうり
- 5.りのん　6.ゆきな　7.こっちゃん　8.えみる
- 9.かお　10.ひより　11.せいら　12.なな
- 13.はるめ　14.ゆず　15.ゆうな　16.るか
- 17.りの　18.ゆうひ

脱落
- 19.ことこ　20.にこ[197]。[注 63]

②ファッション審査
- 1.ゆきな　2.りのん　3.りの　4.はるめ
- 5.ゆうひ　6.ひなた　7.えみる　8.ひなの
- 9.ひより　10.ここみん　11.かお　12.ゆうな
- 13.なな　14.ゆず　15.るか　16.ゆうり
- 17.せいら　18.こっちゃん

〈総合順位〉
第2ラウンド進出
- 1.りのん　2.ひなた[注 64]　3.ゆきな　4.ひなの
- 5.ここみん　6.えみる　7.はるめ　8.ひより
- 9.かお　10.ゆうり　11.りの　12.ゆうひ
- 13.なな　14.こっちゃん　15.ゆうな　16.せいら

脱落
- 17.ゆず　18.るか[198]。

### めるぷちメンバーオーディション
- 主な応募条件[94]
  - 小学5年生から高校2年生の日本在住の女性
  - 東京都内での活動に参加可能
  - 審査過程において「めるぷち」のYouTubeや各種SNSへの出演が可能
  - 特定の芸能プロダクションに所属していない
  - 芸能活動を校則等で禁止されていない
  - 保護者の同意を得ている
- 太字は現役メンバーである。

#### めるぷちオーディション2021
- 応募期間：2021年1月8日から2021年1月22日23時59分まで[199][200]
- 一次審査：WEB選考[200]
- 二次審査：面接（2021年2月上旬 - 2月下旬）[200]
- 最終審査：面接（2021年3月6日）[200]
- 合格者：みなつ、りりか[174]

#### めるぷちTikTokオーディション
- 応募期間：2021年6月4日から2021年6月11日23時59分まで[201]
- 一次審査：TikTok審査（2021年6月4日 - 6月11日）[201]
- 二次審査：オンライン面接（2021年6月中旬 - 6月下旬）[201]
- 最終審査：面接（2021年6月下旬）[201]
- 合格者：まほこ[176]
- 特記すべき不合格者：ジェニ（シスターズ1期生）[202]

#### シスターズオーディション
- 応募期間：2021年12月27日10時から2022年1月23日23時59分まで[203]
- 一次審査：書類選考[203]
- 二次審査：オンライン面接[203]
- 最終審査：対面面談[203]
- 合格者：ジェニ、まな、ゆり、ここみ、せいら、れいな[179]
- 候補生（括弧内は参加当時の年齢）：いちほ（14）、ひろ（12）[204]

#### シスターズ2期生オーディション
- 募集期間：2022年11月3日18時から2022年11月14日23時59分まで[205]
- 一次審査：書類選考[205]
- 二次審査：オンライン面接[205]
- 三次審査：実技審査[205]
- 最終審査：面接審査[205]
- 合格者：ありす、ひなた、ひなの、りのん、るか、ここみ、ひより、なな[184]
- 候補生（括弧内は参加当時の年齢）：えりい（14）、せりな（14）、ゆづき（14）、らん（14）、ココミ（13）、ひろ（13）、きらり（11）、れいり（11）、れん（11）[206][207]

#### めるぷちTiktokオーディション
- 応募期間：2023年3月13日から3月20日まで[42]
- 合格者：つぐみ、うな

#### めるぷちオーディション2024
- 募集期間：2023年10月7日17時から2023年10月28日23時59分まで[94]
- 一次審査：書類選考[94]
- 二次審査：オンライン面接（11月18日）[94]
- 三次審査：実技審査（12月9日・23日）[94]
- 最終審査：実技・面接審査（2024年1月27日）[94]
- 合格者：ゆきな、かお、ゆうり、りの、みりあ[208]
- 候補生（括弧内は参加当時の年齢）：えりい（15）、にあ（14）、ここみ（13）、にこ（13）、ほのか（13）、ゆうひ（13）、ことこ（12）、はんな（12）、ほのん（12）、みのり（12）、はな（11）、りいさ（11）[209][210]

#### めるぷちオーディション2025
- 応募期間：2024年11月1日17時から2024年11月30日23時59分まで[211]
- 一次審査：書類選考[211]
- 二次審査：不明[211]
- 三次審査：不明[211]
- 四次審査：不明[211]
- 最終審査：不明[211]
- 合格者：ことこ、ゆうな、えみる、ゆず、はるめ、みゆう、ゆうひ、にこ

### めるぷちシスターズ（活動終了）
めるぷちシスターズとは、かつて活動していためるぷちの妹分ユニット。TikTokを中心に活動し、人気総選挙などで選抜されたメンバーは研究生（準レギュラー）としてめるぷちに出演することができる。
2023年4月、めるぷちのルール変更に伴い活動を終了した。

#### シスターズ
| 名前          | 生年月日               | 出身地   | 血液型 | 身長   | 加入期 | 備考    |
| ------------- | ---------------------- | -------- | ------ | ------ | ------ | ------- |
| ジェニ        | 2007年11月20日（17歳） | 山梨県   | B型    | 162 cm | 1期生  | [ 213 ] |
| まな          | 2008年8月19日（16歳）  | 東京都   | 不明   | 159 cm | 1期生  | [ 214 ] |
| ゆり          | 2008年10月28日（16歳） | 東京都   | 不明   | 157 cm | 1期生  | [ 215 ] |
| せいら        | 2009年4月23日（16歳）  | 東京都   | A型    | 151 cm | 1期生  | [ 216 ] |
| ここみ cocomi | 2009年10月11日（15歳） | 神奈川県 | O型    | 157 cm | 1期生  | [ 217 ] |
| れいな        | 2009年6月30日（16歳）  | 東京都   | B型    | 152 cm | 1期生  | [ 218 ] |
| ありす        | 2008年4月27日（17歳）  | 愛知県   | A型    | 154 cm | 2期生  | [ 219 ] |
| ひなた        | 2008年5月25日（17歳）  | 静岡県   | B型    | 151 cm | 2期生  | [ 219 ] |
| るか          | 2008年8月8日（17歳）   | 鹿児島県 | B型    | 158 cm | 2期生  | [ 219 ] |
| りのん        | 2008年11月26日（16歳） | 群馬県   | A型    | 160 cm | 2期生  | [ 219 ] |
| ひなの        | 2008年6月23日（17歳）  | 大阪府   | 不明   | 154 cm | 2期生  | [ 219 ] |
| ここみ kokomi | 2009年10月3日（15歳）  | 大阪府   | A型    | 161 cm | 2期生  | [ 219 ] |
| ひより        | 2010年11月19日（14歳） | 静岡県   | A型    | 148 cm | 2期生  | [ 219 ] |
| なな          | 2011年8月19日（13歳）  | 神奈川県 | O型    | 138 cm | 2期生  | [ 219 ] |

#### シスターズから研究生への昇格者
| 昇格年月日 | 名前          | 加入期 | 備考             |
| 2022年     | 名前          | 加入期 | 備考             |
| ---------- | ------------- | ------ | ---------------- |
| 4月29日    | ジェニ        | 1期生  | [ 180 ]          |
| 4月29日    | ここみ cocomi | 1期生  | [ 180 ]          |
| 9月2日     | せいら        | 1期生  | [ 181 ]          |
| 2023年     | 名前          | 加入期 | 備考             |
| 3月13日    | まな          | 1期生  | [ 42 ] [ 注 65 ] |
| 3月13日    | ゆり          | 1期生  | [ 42 ] [ 注 65 ] |
| 3月13日    | れいな        | 1期生  | [ 42 ] [ 注 65 ] |
| 3月13日    | ありす        | 2期生  | [ 42 ] [ 注 65 ] |
| 3月13日    | ひなた        | 2期生  | [ 42 ] [ 注 65 ] |
| 3月13日    | るか          | 2期生  | [ 42 ] [ 注 65 ] |
| 3月13日    | りのん        | 2期生  | [ 42 ] [ 注 65 ] |
| 3月13日    | ひなの        | 2期生  | [ 42 ] [ 注 65 ] |
| 3月13日    | ここみ kokomi | 2期生  | [ 42 ] [ 注 65 ] |
| 3月13日    | ひより        | 2期生  | [ 42 ] [ 注 65 ] |
| 3月13日    | なな          | 2期生  | [ 42 ] [ 注 65 ] |

## キュレーションサイトMel（運用終了）
Melとは、10代に絶大な人気をもつインフルエンサーによって創られる若年層女子向けのキュレーションサイト。
世の中の多くの情報から自分にあった情報を探すことが難しくなった若年層女子に向けて、悩みの発見と、個別に適した解決法を提案するサイト。